# 麗魚屬
麗魚屬，是條鰭魚綱䲁形目麗魚科下的一個屬，也是麗魚科的模式屬，分布於南美洲的熱帶的淡水及半鹹水流域。

## 命名
本屬由德國兩名博物學家馬庫斯·布洛赫及约翰·戈特洛布·特埃努斯·施奈德於1801年命名。
本屬學名（羅馬化：kĭ́khlē）意為「隆頭魚」，因本屬形態似歐洲地中海的隆頭魚而得名。

## 分布
本屬為淡水魚、半鹹水魚、熱帶魚，為大洋底棲性，分布於南美洲的熱帶的河流與湖泊中。

## 形態
本屬為中型到大型魚，最大體長在25公分到100公分之間，側線鱗片83-102枚。體形皆為紡錘形。身上通常都有3到5條垂直寛條，並带有數量不一的圓形斑紋，尾部通常有一顆明顯的黑色白圈的眼狀斑。不同種的體色不一，但通常在灰褐到黄褐之間，斑紋深淺不一，各有特色。

## 生態
本屬魚種為大洋底棲性淡水魚，會出現於急流中，也會棲於中等深度岩質底部的平靜水域，會集結成群。本屬為強掠食性，成魚只捕食小魚，幼魚則吃小蝦。
本屬魚類卵生，會在無植被或者在將水藻清除了之後的淺水近水平面處，開始產卵活動，雌魚會在前，邊前進邊排出單排卵，雄魚在跟在後面給卵授精。雌雄都有護幼行為，在卵孵化後，魚父母會用口含住魚苗移往深處巢穴。
本屬魚卵黏性、沉性、在水底岩質表面孵化。

## 經濟利用
本屬可食用，許多魚種都有小規模漁業利用，有商業養殖，也是遊釣魚，還是水族箱觀賞魚類。

## 風險管理
本屬魚種對人類無害，但有些魚種被引入到非原生地的話，可能會成為入侵物種。

## 分類
本屬屬於麗魚亞科，目前有16個被認可的種：
- 瀑布麗魚 Cichla cataractae Sabaj Pérez, López-Fernández, Willis, Hemraj, Taphorn & Winemiller, 2020
- 間麗魚 Cichla intermedia Machado-Allison, 1971
- 多鱗麗魚 Cichla jariina Kullander & Ferreira, 2006
- 凱氏麗魚 Cichla kelberi Kullander & Ferreira, 2006
- 黑麗魚 Cichla melaniae Kullander & Ferreira, 2006
- 晴斑麗魚 Cichla mirianae Kullander & Ferreira, 2006
- 單麗魚 Cichla monoculus Agassiz, 1831
- 黑斑麗魚 Cichla nigromaculata Jardine & Schomburgk, 1843
- 眼點麗魚 Cichla ocellaris Bloch & Schneider, 1801
- 阿根廷麗魚 Cichla orinocensis Humboldt, 1821
- 松麗魚 Cichla pinima Kullander & Ferreira, 2006
- 南美麗魚 Cichla piquiti Kullander & Ferreira, 2006
- 多色麗魚 Cichla pleiozona Kullander & Ferreira, 2006
- 金目麗魚 Cichla temensis Humboldt, 1821
- 甲狀麗魚 Cichla thyrorus Kullander & Ferreira, 2006
- 範氏麗魚 Cichla vazzoleri Kullander & Ferreira, 2006

## 圖集
- 黑麗魚 Cichla melaniae
- 眼點麗魚 Cichla ocellaris
- 阿根廷麗魚 Cichla orinocensis
- 金目麗魚 Cichla temensis